# Valmiro Lopes Rocha
Valmiro Lopes Rocha (Villablino, 23 aprile 1981) è un ex calciatore spagnolo naturalizzato capoverdiano, di ruolo attaccante.